# Лесной (Куярское сельское поселение)
Лесно́й — посёлок в Медведевском районе Марий Эл Российской Федерации. Входит в состав Куярского сельского поселения.
Численность населения — 347 человек (2021 год).

## География
Располагается в 1,5 км от административного центра сельского поселения — посёлка Куяр.

## История
Посёлок возник в 1961 году на месте воинской части. Первоначально назывался Военный городок, население посёлка составляли семьи военнослужащих, проживавшие в щитовых домах барачного типа.

## Население
| 2010 | 2011 | 2016 | 2017 | 2018 | 2019 | 2020 |
| ---- | ---- | ---- | ---- | ---- | ---- | ---- |
| 1411 | ↘215 | ↗250 | →250 | ↗251 | ↘248 | ↗346 |
| 2021 |      |      |      |      |      |      |
| ↗347 |      |      |      |      |      |      |

Национальный состав на 1 января 2011 г.:
| Национальность | Численность, чел. | Доля    |
| -------------- | ----------------- | ------- |
| всего          | 215               | 100,0 % |
| Марийцы        | 79                | 36,7 %  |
| Русские        | 103               | 47,9 %  |
| Татары         | 12                | 5,6 %   |
| Чуваши         | 6                 | 2,8 %   |
| другие         | 15                | 7 %     |

## Инфраструктура
Улично-дорожная сеть посёлка имеет щебневое покрытие. В посёлке имеется 6 домов, в том числе один пятиэтажный многоквартирный. Посёлок газифицирован, имеется отопительная котельная.
В посёлке имеется фельдшерско-акушерский пункт и продуктовый магазин. Дети обучаются в Куярской средней школе.